# Platygaster pinyonicola
Platygaster pinyonicola är en stekelart som beskrevs av Macgown 1979. Platygaster pinyonicola ingår i släktet Platygaster och familjen gallmyggesteklar. Inga underarter finns listade i Catalogue of Life.